# Galati Mamertino
Galati Mamertino ist eine Stadt der Metropolitanstadt Messina in der Region Sizilien in Italien mit 2206 Einwohnern (Stand 31. Dezember 2023).

## Lage und Daten
Galati Mamertino liegt 114 km westlich von Messina.
Die Gemeinde gehört zu Parco dei Nebrodi. Grundlage der Wirtschaft dieser Gegend ist die Agrikultur. Kultiviert werden Kastanien, Trauben und Oliven. Die Viehzucht umfasst vorwiegend Schafe, die dank der noch großen unbewohnten Areale möglich ist. Ebenso trägt die sich daraus ergebende Käseproduktion zum Erfolg der Landwirtschaft bei.
Die Nachbargemeinden sind Frazzanò, Longi, San Salvatore di Fitalia und Tortorici.

## Namensentstehung
Nach den letzten Schätzungen soll sich der Name folgendermaßen zusammengestellt haben
- Galati = aus dem Arabischen qual’at’, bedeutet Berg
- Mamertino = antikes Volk, die Menschen hielten sich für Nachkömmlinge von dem Gott Mars (Mythologie)
- Galati, italienische Schreibweise für Galater. Römische Bezeichnung für Keltische Stämme aus Kleinasien. Diese aus dem Main-Donau Gebiet um etwa 300 v.Ch. in das heutige Griechenland einwanderten und von König Nikomedes I. von Bithynien als Söldner angeheuert wurden. Sizilien gehörte seiner Zeit zur Magna Grecia.

## Viertel
- Chiazza
- Pilieri
- Sant’ Antonio
- Serro und weitere

## Geschichte
Der Ort wird 1214 das erste Mal urkundlich erwähnt.

## Sehenswürdigkeiten
- Pfarrkirche aus dem 16. Jahrhundert
- Kirche del Rosario mit einer Statue des heiligen Sebastian
- Ruinen des Schlosses (Ruderi dell’ Antico Castello)